# Vehicle Assembly Building

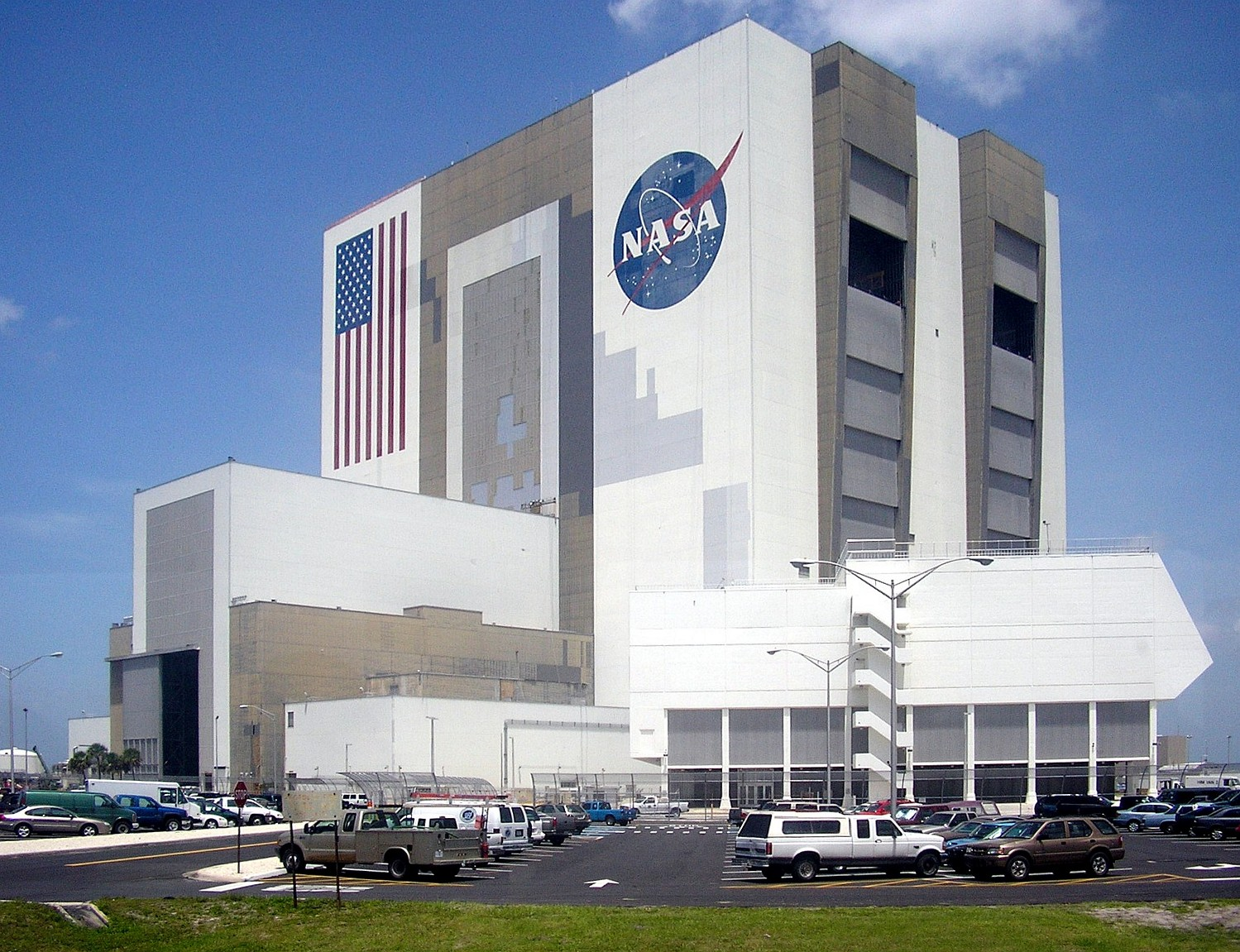
Il Vehicle Assembly Building

Il Vehicle Assembly Building, o VAB, originariamente chiamato Vertical Assembly Building, è un edificio del Kennedy Space Center (KSC) della NASA, progettato per ospitare la costruzione di grandi veicoli spaziali, come il Saturn V e lo Space Shuttle.
Con un volume di 3 664 883 metri cubi (129 424 122 cu ft) è uno degli edifici più voluminosi del mondo. L'edificio si trova nel Launch Complex 39 del KSC, a metà strada tra Jacksonville e Miami, sulla costa atlantica della Florida.
Il VAB è l'edificio a un piano solo più grande del mondo, l'edificio più alto della Florida (160,3 metri (526 ft)) fino al 1974, ed è ancora l'edificio fuori da un'area urbana più alto degli Stati Uniti.

## Storia
Il VAB, completato nel 1966, venne originariamente costruito per l'assemblaggio verticale del Saturn V per il programma Apollo ed era chiamato Vertical Assembly Building. In seguito, in previsione dei programmi post-Saturn come il programma Space Shuttle, venne rinominato Vehicle Assembly Building nel 1965, e venne usato per i serbatoi esterni dello shuttle, e per agganciare gli orbiter degli Space Shuttle ai booster a carburante solido e ai serbatoi esterni. Una volta assemblato, lo Space Shuttle veniva spostato sulla Mobile Launcher Platform e tramite il Crawler-transporter verso il LC-39 Pad A o B.

## Costruzione

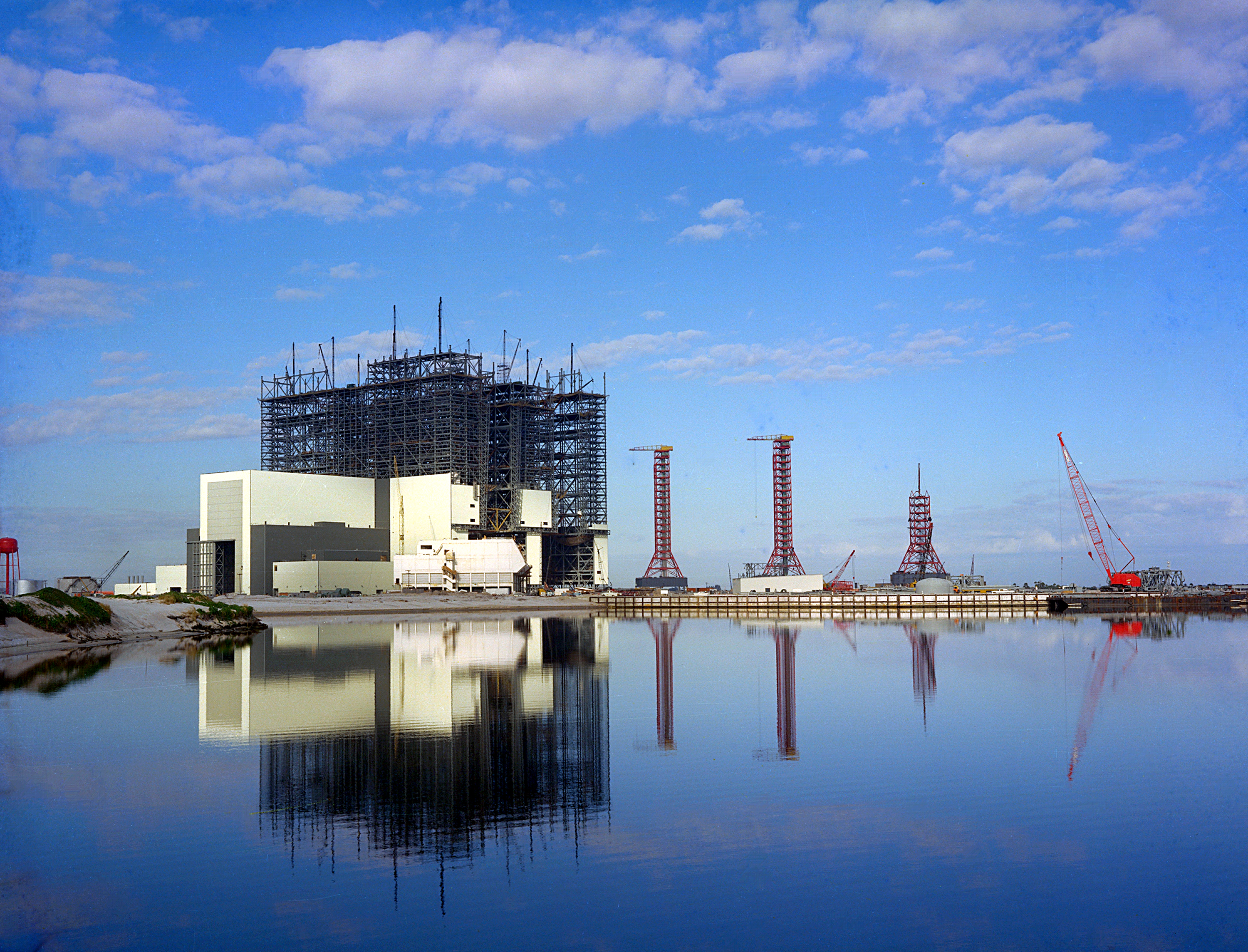
Il VAB durante la costruzione (1965) con la Mobile Launcher Platform e le torri di assemblaggio per il Saturn V.

Nel 1963, la NASA firmò un contratto con la Morrison-Knudsen per progettare e costruire il VAB. La costruzione iniziò il 2 agosto 1963. Era parte dello sforzo della NASA per portare degli astronauti sulla Luna con il programma Apollo. La costruzione del VAB richiese 98590 t di acciaio e l'edificio venne completato nel 1966. Il VAB è alto 526 piedi (160,3 m), lungo 716 piedi (218,2 m) e largo 518 piedi (157,9 m). Copre un'area di 8 acri (3 ha) e ha un volume di 129 428 000 piedi cubi (3 665 000 m³).
Situato sulla costa atlantica della Florida, l'edificio è stato costruito per resistere a uragani e tempeste tropicali con delle fondamenta costituite da 30 000 iarde cubiche (23 000 m³) di cemento e 4 225 barre di acciaio che arrivano ad una profondità di 48,7 m nel terreno. Nonostante questo, numerosi uragani sono riusciti a danneggiarlo.

## Funzionalità

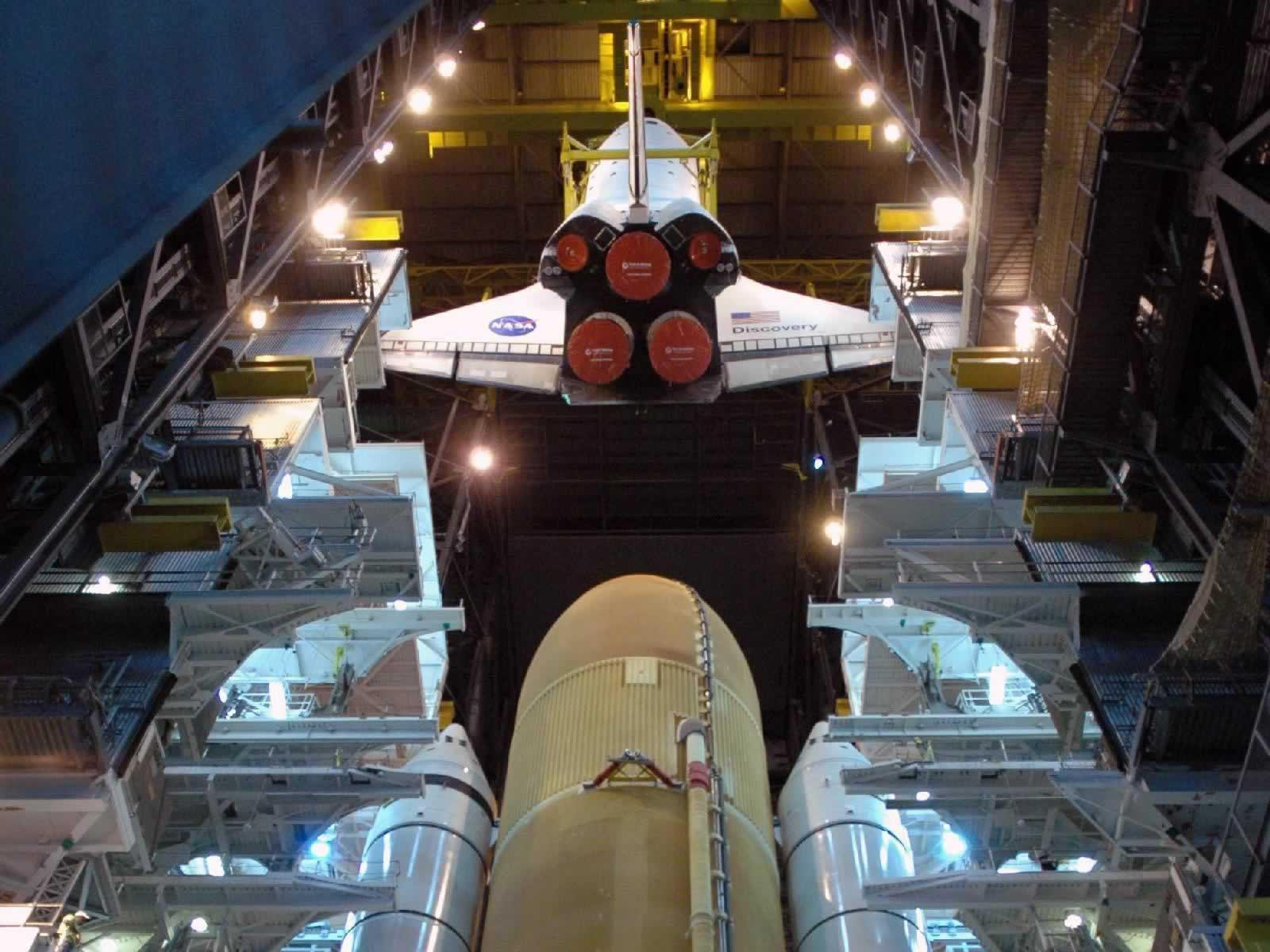
Una gru abbassa il Discovery verso il SSET e il SSSRBs nella baia alta 3 del Vehicle Assembly Building per la STS-124.

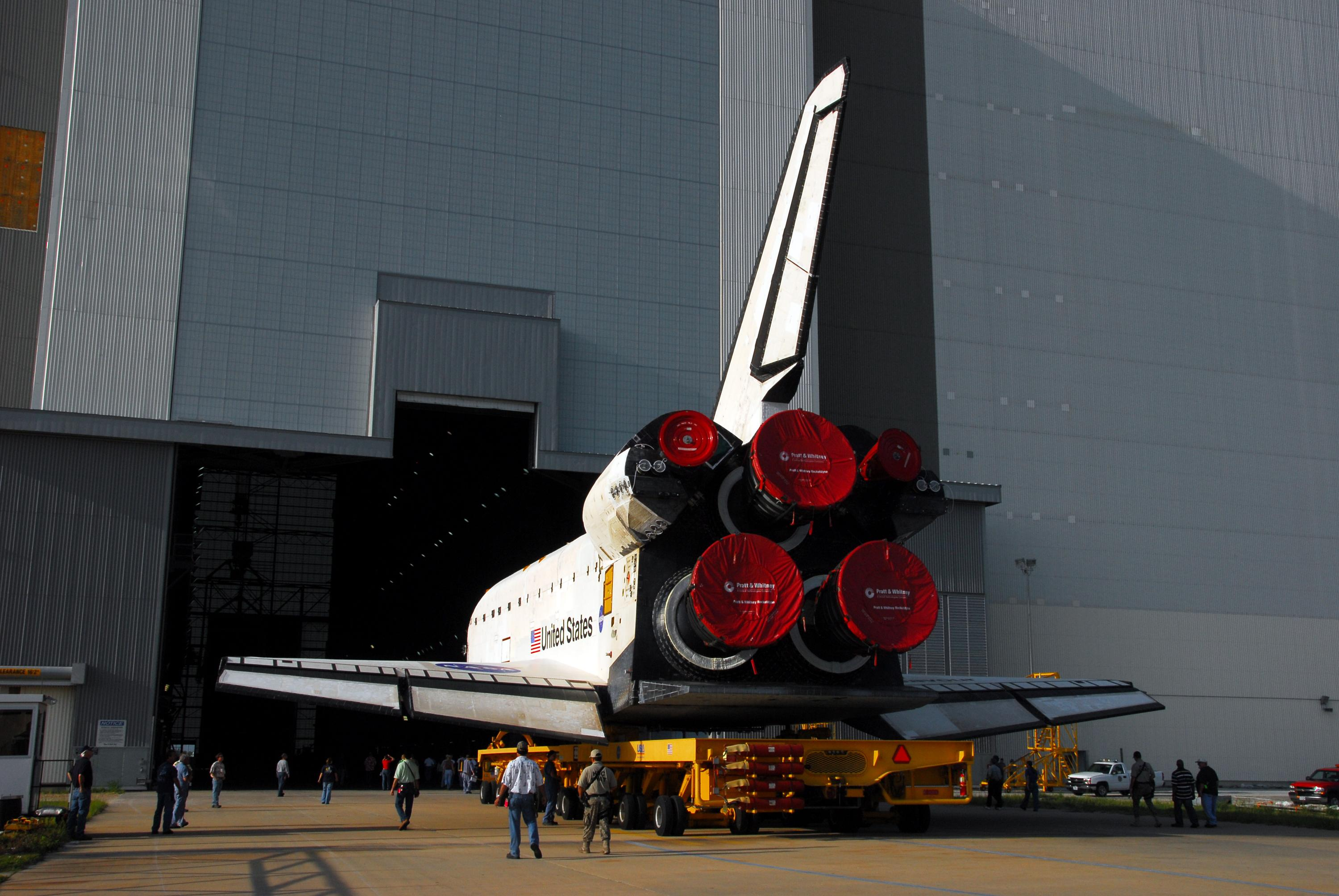
L'Endeavour entra nel VAB. In cima alla porta si vede lo spazio per lo stabilizzatore verticale.

Ci sono quattro entrate alle baie all'interno dell'edificio, che sono le quattro porte più grandi al mondo. Ogni porta è alta 456 piedi (139,0 m), ha 7 pannelli verticali e 4 pannelli orizzontali, e impiega 45 minuti per aprirsi o chiudersi completamente. L'entrata nord che porta al corridoio di trasferimento è stata ampliata di 40 piedi (12,2 m) per permettere l'entrata degli orbiter degli shuttle: uno spazio centrale nella porta permetteva il passaggio dei loro stabilizzatori verticali.
Per alzare i componenti dello Space Transportation System, il VAB conteneva cinque carriponte, inclusi due in grado di sollevare 325 tonnellate, e altri 136 dispositivi di sollevamento.
L'edificio ha almeno 10000 tonnellate di equipaggiamento per il condizionamento dell'aria, inclusi 125 ventilatori sul soffitto supportati da quattro unità trattamento aria che mantengono l'umidità sotto controllo. L'aria dell'edificio può essere cambiata completamente in un'ora. L'interno dell'edificio è così vasto che ha un proprio clima, inclusa la "formazione di nuvole di pioggia vicino al soffitto nei giorni più umidi", che i sistemi di controllo dell'umidità devono minimizzare.

## Esterno

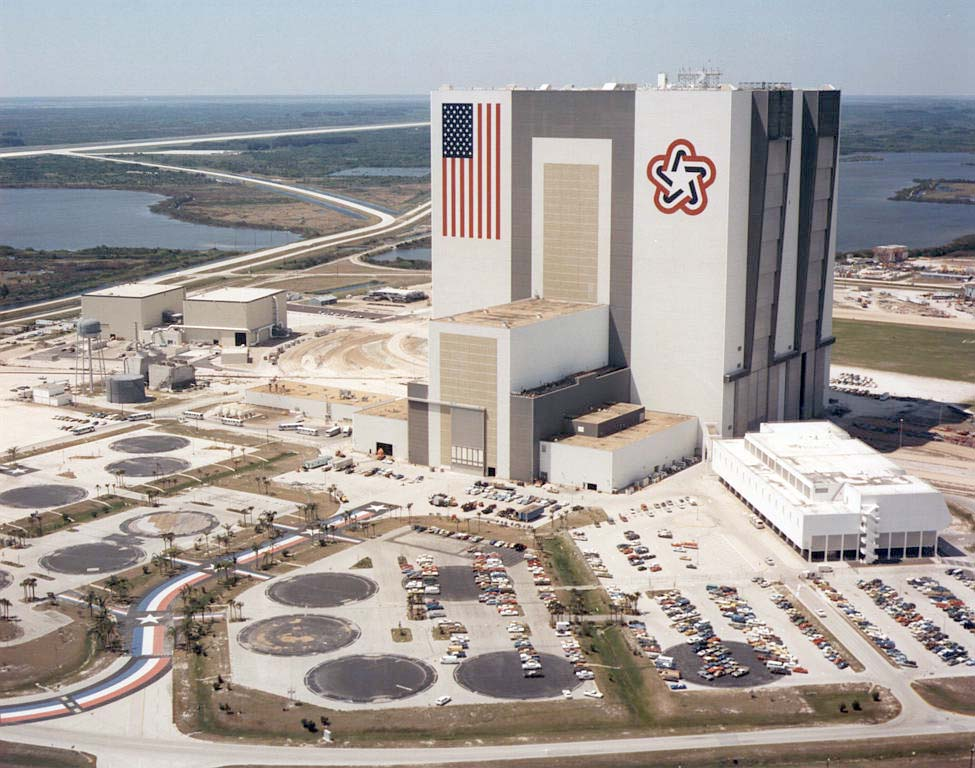
L'edificio nel 1977, con la Bicentennial Star e la bandiera statunitense. La Bicentennial Star venne rimpiazzata dal logo della NASA nel 1998. In alto a sinistra si può notare la Space Shuttle Landing Facility.

La bandiera statunitense dipinta sull'edificio era la più grande del mondo quando venne aggiunta nel 1976 come parte delle celebrazioni per il bicentennale degli USA; venne anche dipinta la stella simbolo dell'anniversario, in seguito rimpiazzata dal logo della NASA nel 1998. È alta 209 piedi (63,7 m) e larga 110 piedi (33,5 m). Ciascuna delle stelle è larga 6 piedi (1,83 m), il campo blu ha le stesse dimensioni di un campo da basket, e ogni striscia è larga 9 piedi (2,74 m). La bandiera e il logo sono state ridipinte nel 1998 in occasione del 40º anniversario della NASA.

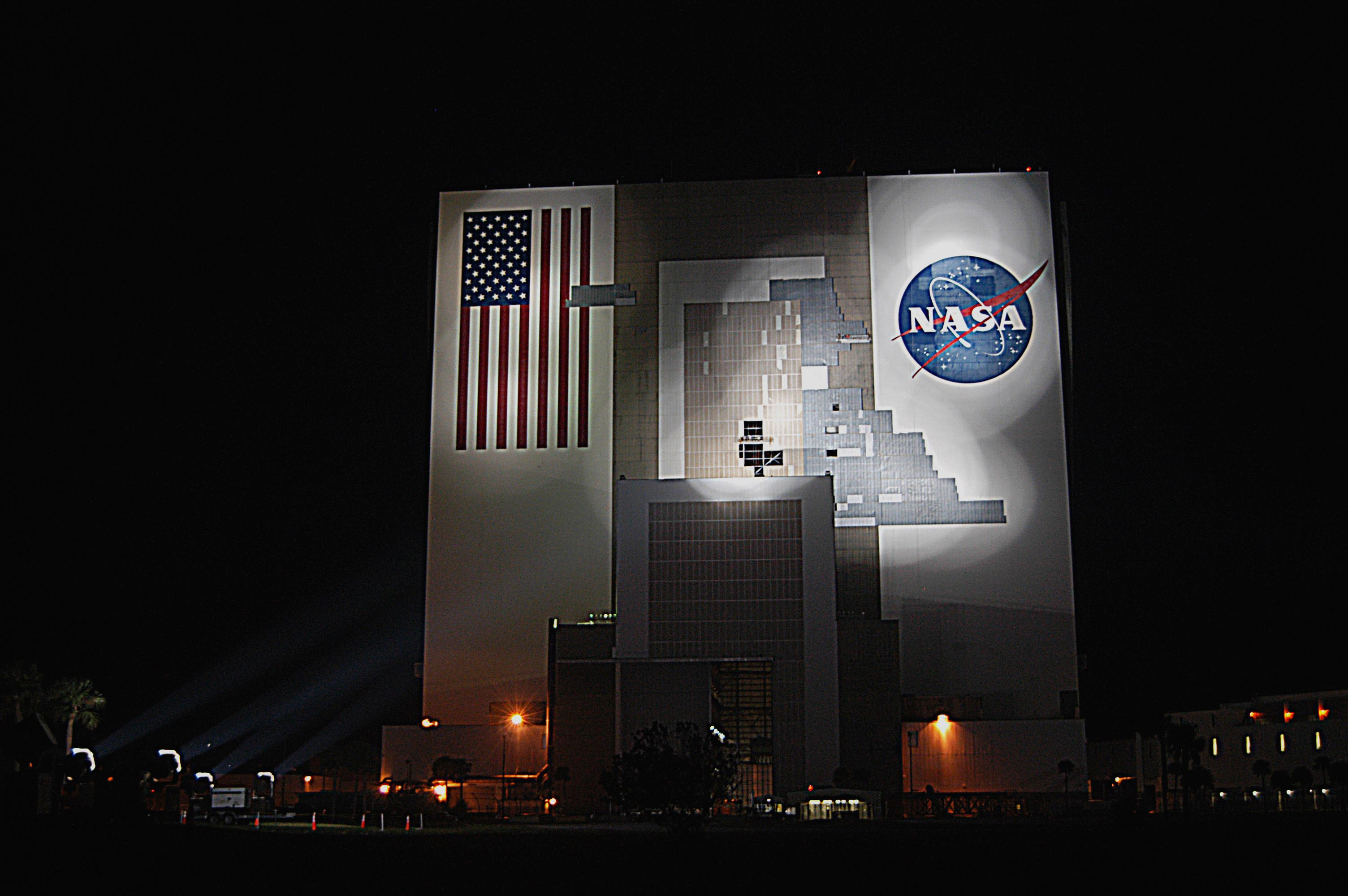
I lavori di riparazione dopo l'uragano Frances

I maggiori danni alla facciata esterna vennero causati nel 2004, quando l'uragano Frances strappò 850 pannelli di alluminio di 1,8 × 4,2 m dall'edificio, risultati in circa 40 000 piedi quadri (3 700 m²) di apertura sui lati. Altri venticinque pannelli vennero tolti dalla parete est dai venti dell'uragano Jeanne tre settimane dopo. In precedenza, l'uragano Charley aveva causato alcuni danni per circa 700000 $. Nel 2007 i danni causati da questi uragani erano ancora visibili. Alcuni pannelli sono stati progettati per staccarsi quando si crea un grande differenziale di pressione tra l'esterno e l'interno del VAB. Questo permette un pareggiamento e aiuta a proteggere l'integrità strutturale dell'edificio durante i repentini cambi di pressione causati dai cicloni tropicali.

## Futuro

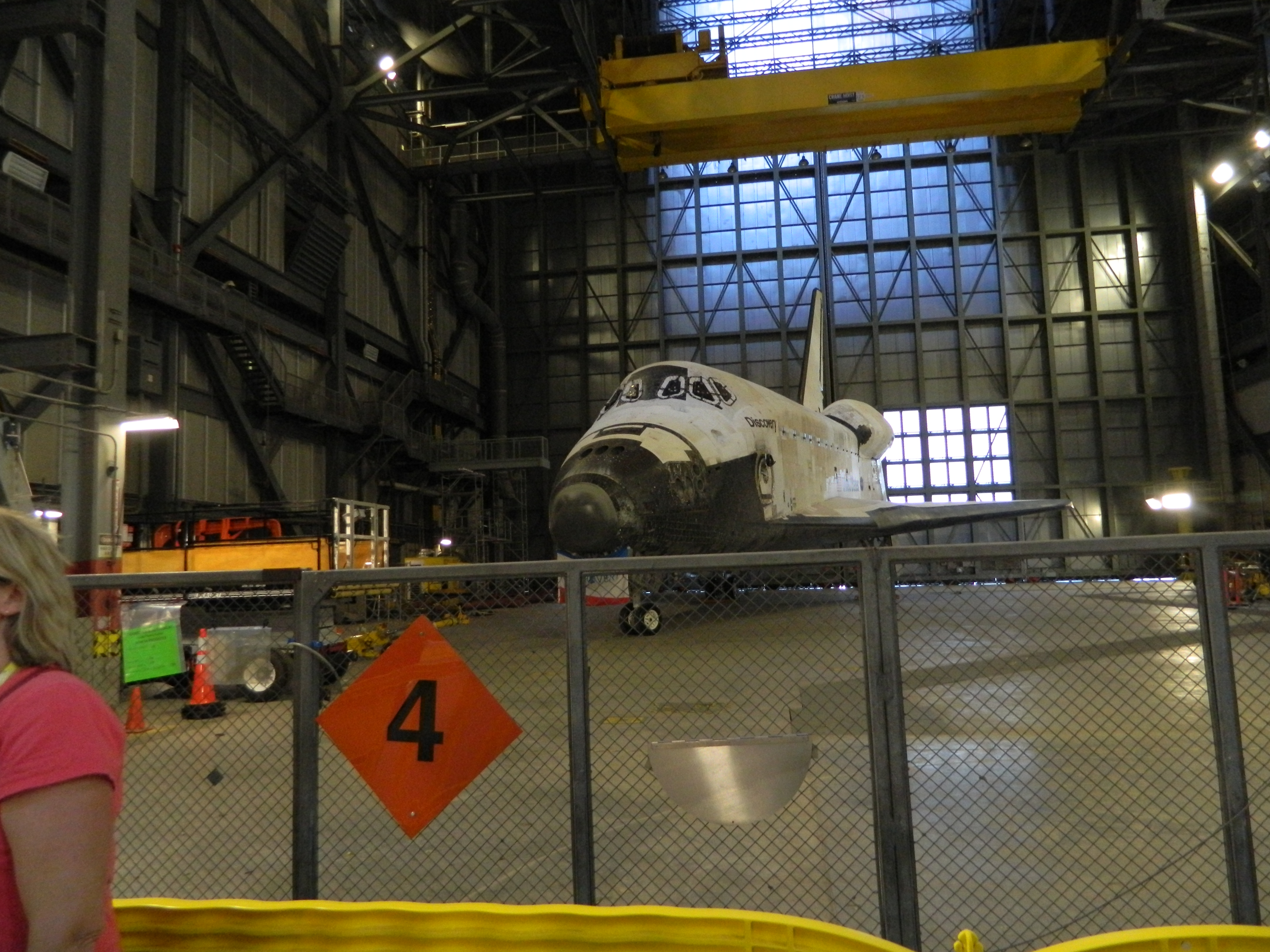
Il Discovery nel Vehicle Assembly Building prima di essere trasportato a Washington per essere esposto permanentemente nel National Air and Space Museum dello Smithsonian.

Il programma Space Shuttle venne interrotto nel 2011 e la NASA iniziò dei tour guidati nel VAB. Questi tour vennero fermati nel 2014 per permettere il restauro.
Nel 2013 la NASA incluse 143.7 milioni di dollari nel budget per la costruzione di nuovi edifici a supporto di nuovi programmi di esplorazione, inclusi lo Space Launch System (SLS) e il Multi-Purpose Crew Vehicle (MPCV). Nel 2014 la NASA iniziò la modifica del Launch Complex 39 al KSC per supportare i nuovi SLS, iniziando con ampie riparazioni, aggiornamento del codice e miglioramenti della sicurezza di Launch Control Center, Vehicle Assembly Building (VAB) e del VAB Utility Annex. Questo lavoro iniziale permetterà il supporto di tutti i lanci effettuati dal Launch Complex 39 e permetterà alla NASA di modernizzare le strutture, mentre vengono sviluppati requisiti specifici per i veicoli.
Il 16 giugno 2015 la NASA tramite un comunicato ha annunciato il proprio interesse nel vedere utilizzata la VAB High Bay 2 e altre strutture del complesso per "l'assemblaggio, l'integrazione e i test di veicoli di lancio" per usi commerciali. Questa mossa permetterà al KSC di diventare uno spazioporto accessibile a spedizioni governative e commerciali.
Il 21 aprile 2016 la NASA ha annunciato la selezione dell'Orbital ATK per le negoziazioni per la High Bay 2.